# Gardingi
Els gardings (Gardingi) eren cortesans propers al rei visigot. Eren de la classe social més alta i tenien molts privilegis.